# Kambang (Jaya Pura)
Kambang is een bestuurslaag in het regentschap Ogan Komering Ulu van de provincie Zuid-Sumatra, Indonesië. Kambang telt 541 inwoners (volkstelling 2010).